# Rachael Coopes
 (juin 2023).
Rachael Coopes (parfois créditée sous le nom de Rachel Coopes) est une actrice australienne.
Elle est notamment connue pour son personnage de Sigourney dans la série Life Support de SBS.
Elle joue son premier rôle d'actrice en tant que fille de Max Cullen dans le film australien Billy's Holiday pour lequel elle reçoit des critiques positives malgré le succès mitigé du film.

## Biographie

### Jeunesse et études
Dans son enfance, Coopers se forme au Australian Theatre for Young People de Sydney.[réf. nécessaire]

### Carrière
Coopers apparaît en tant qu'actrice invitée dans diverses séries télévisées, notamment White Collar Blue et The Secret Life of Us. Elle joue dans les productions d'ABC ; régulièrement dans la comédie Dog's Head Bay et une semi-régulièrement dans All Saints.
Après avoir terminé la troisième série de Life Support en 2004, elle reçoit la bourse de voyage Marten Bequest et le Ian Potter Cultural Trust pour étudier à Paris avec Philippe Gaulier, le mentor et professeur de Sacha Baron Cohen.
Elle revient en Australie en 2007 et apparaît dans la dernière série de McLeod's Daughters en tant qu'Ingrid Marr,.
En 2009, Cooperes anime des webisodes Money Box pour UBank.
La première pièce de Coopes, Art House, est produite par la Tangram Theatre Company et primée en juillet et août 2009, présentée en avant-première à Londres au Old Red Lion Theatre, puis au Zoo Venue au Edinburgh Festival Fringe. En 2011, elle joue le personnage Flatmate Wanted dans Balls of Steel Australia.
Coopers apparaît dans Dance Academy, en tant que professeure de théâtre, et est actuellement une présentatrice régulière de Play School de ABC,.
Elle enseigne à l'ATYP depuis son retour en Australie.